# Bernice Rubens
Bernice Ruth Rubens (ur. 26 lipca 1923 w Cardiff, zm. 13 października 2004 w Londynie) – pisarka walijska, laureatka Nagrody Bookera (1970) za powieść Wybrany (The Elected Member). 
Rubens urodziła się w Cardiff w Walii. Jej ojciec, Eli Harold Rubens, był litewskim Żydem; rodzina matki, Dorothy Cohen, pochodziła z Polski. W Walii Eli Rubens zajmował się sprzedażą ubrań na kredyt. Dwaj bracia Bernice, Harold i Cyril, zostali skrzypkami; Cyril grał w Londyńskiej Orkiestrze Symfonicznej. Na skrzypcach grała również jej siostra Beryl. Bernice umiała grać na wiolonczeli i fortepianie.
Rubens studiowała anglistykę na University of Wales w Cardiff. Młodo wyszła za mąż; jej mężem był Rudi Nassauer, kupiec winem, pisarz i poeta, pochodzący z rodziny niemieckich Żydów. Rozwiedli się w 1970. Mieli dwie córki, Rebeccę i Sharon.
W latach 1950–1955 Rubens była nauczycielką angielskiego w Birmingham; później zajęła się kręceniem filmów dokumentalnych. Zaczęła pisać w wieku 35 lat; napisała w sumie 25 powieści oraz autobiografię, którą ukończyła tuż przed śmiercią.
Na podstawie dwóch powieści Rubens nakręcono filmy: I Sent a Letter To My Love w 1980 (tytuł filmu: Chère inconnue) i Madame Sousatzka w 1988; na podstawie trzeciej, Mr Wakefield's Crusade, powstał miniserial BBC. 
Na język polski przełożona została wyróżniona nagrodą Bookera powieść The Elected Member, w tłumaczeniu Michała Alenowicza, Gdańsk 2013

## Twórczość
- Set on Edge (1960)
- Madame Sousatzka (1962)
- Mate in Three (1966)
- The Elected Member (wyd. pol. pt. Wybrany, przekł. Michał Alenowicz, Gdańsk 2013) (Nagroda Bookera 1970)
- Sunday Best (1971)
- Go Tell the Lemming (1973)
- I Sent a Letter To My Love (1975)
- The Ponsonby Post (1977)
- A Five-Year Sentence (1978)
- Spring Sonata (1979)
- Birds of Passage (1981)
- Brothers (1983)
- Mr Wakefield's Crusade (1985)
- Our Father (1987)
- Kingdom Come (1990)
- A Solitary Grief (1991)
- Mother Russia (1992)
- Autobiopsy (1993)
- Hijack (1993)
- Yesterday in the Back Lane (1995)
- The Waiting Game (1997)
- I, Dreyfus (1999)
- Milwaukee (2001)
- Nine Lives (2002)
- The Sergeants' Tale (2003)
- When I Grow Up: A Memoir (autobiografia wydana pośmiertnie w 2005)